# Jille Raragaisenjaure
Jille Raragaisenjaure är en sjö i Krokoms kommun i Jämtland och ingår i Indalsälvens huvudavrinningsområde. Sjön har en area på 0,141 kvadratkilometer och ligger 917,7 meter över havet. Sjön avvattnas av vattendraget Stensjöån.

## Delavrinningsområde
Jille Raragaisenjaure ingår i det delavrinningsområde (709564-138552) som SMHI kallar för Utloppet av Jille Raragaisenjaure. Medelhöjden är 1 007 meter över havet och ytan är 2,74 kvadratkilometer. Det finns inga avrinningsområden uppströms utan avrinningsområdet är högsta punkten. Stensjöån som avvattnar avrinningsområdet har biflödesordning 4, vilket innebär att vattnet flödar genom totalt 4 vattendrag innan det når havet efter 335 kilometer. Avrinningsområdet består mestadels av kalfjäll (95 procent). Avrinningsområdet har 0,14 kvadratkilometer vattenytor vilket ger det en sjöprocent på 5,2 procent.